# Округ Понтоток (Мисисипи)
Понтоток (енгл. Pontotoc County) је округ у америчкој савезној држави Мисисипи.

## Демографија
По попису из 2010. године број становника је 29.957, што је 3.231 (12,1%) становника више него 2000. године.
| Група             | 2000.          | 2010.          |
| Белци             | 22.336 (83,6%) | 23.531 (78,5%) |
| Афроамериканци    | 3.735 (14,0%)  | 4.131 (13,8%)  |
| Азијати           | 26 (0,1%)      | 56 (0,2%)      |
| Хиспаноамериканци | 481 (1,8%)     | 1.849 (6,2%)   |
| Укупно            | 26.726         | 29.957         |